# Macaulay Culkin
Macaulay Macaulay Culkin Culkin (tên khai sinh Macaulay Carson Culkin; sinh ngày 26 tháng 8 năm 1980) là một nam diễn viên và nhạc sĩ người Mỹ. Là một trong những diễn viên nhí thành công nhất thập niên 1990, anh được xếp thứ hai trong danh sách "100 ngôi sao nhí vĩ đại nhất" của VH1. Culkin thành danh trong nghề diễn viên nhí nhờ thủ vai Kevin McCallister trong hai phần đầu của loạt phim điện ảnh Home Alone (1990 và 1992), giúp anh nhận được đề cử giải Quả cầu vàng cho nam diễn viên phim điện ảnh ca nhạc/phim hài xuất sắc nhất. Anh còn đóng trong các bộ phim My Girl (1991), The Good Son (1993), The Nutcracker (1993), Getting Even with Dad (1994), The Pagemaster (1994) và Richie Rich (1994). Culkin đã nhận được một giải điện ảnh MTV và một giải Young Artist Award.
Culkin tạm nghỉ diễn xuất vào năm 1995. Anh tái xuất vào năm 2003 bằng một vai khách mời trong chương trình truyền hình Will & Grace và một vai trong phim điện ảnh Party Monster. Anh còn chắp bút cho cuốn tự truyện có nhan đề Junior, được phát hành vào năm 2006. Năm 2021, anh thủ vai trong American Horror Story: Double Feature - mùa phim thứ mười của loạt phim truyền hình tuyển tập American Horror Story.
Năm 2013, Culkin đồng sáng lập ban nhạc comedy rock the Pizza Underground ở New York và làm giọng ca chính của nhóm. Năm 2016, Culkin cho biết the Pizza Underground chuẩn bị tan rã và album kế tiếp sẽ là dự án cuối của họ. Anh hiện là nhà xuất bản và CEO của Bunny Ears - một website và podcast chuyên châm biếm văn hóa đại chúng. Năm 2023, Culkin nhận một ngôi sao trên Đại lộ Danh vọng Hollywood.

## Thân thế
Macaulay Carson Culkin chào đời vào ngày 26 tháng 8 năm 1980 ở thành phố New York, là con của cựu diễn viên kịch Christopher Cornelius "Kit" Culkin và Patricia Brentrup (bà là một người gốc North Dakota và gặp Kit vào năm 1974 trong lúc làm nghề kiểm soát viên giao thông đường bộ ở Sundance, Wyoming. Hai người nhanh chóng chuyển tới thành phố New York (quê của Kit) và cho ra đời tổng cộng bảy người con: các người anh em của Culkin gồm Shane (s. 1976), Dakota (1979–2008), Kieran (s. 1982), Quinn (s. 1984), Christian (s. 1987) và Rory (s. 1989). Anh còn có một người chị cùng cha khác mẹ tên Jennifer (s. 1970) - người mất vào năm 2000. Dì bên nội của anh là nữ diễn viên Bonnie Bedelia. Culkin có một phần gốc gác Ireland.
Từ thuở nhỏ, gia đình Culkin sống chung trong một căn hộ nhỏ ở khu Yorkville của Manhattan và gặp khó khăn về tài chính. Mẹ anh làm nhân viên trực điện thoại còn cha anh làm người trông nhà thờ tại một nhà thờ Công giáo địa phương. Culkin được nuôi theo đạo Công giáo và theo học Trường Thánh Joseph của vùng Yorkville trong năm năm rồi chuyển đến Trường thiếu nhi chuyên nghiệp.

## Sự nghiệp

### Thập niên 1980: Bắt đầu sự nghiệp
Culkin bắt đầu diễn năm bốn tuổi. Những vai diễn đầu của anh gồm một vở kịch Bach Babies tại New York Philharmonic. Anh tiếp tục diễn trên sân khấu, phim truyền hình và điện ảnh suốt thập niên 1980. Anh sắm một vai trong phim điện ảnh truyền hình The Midnight Hour (1985). Năm 1988, anh xuất hiện trong một tập của loạt phim truyền hình hành động đình đám The Equalizer, trong phim anh hóa thân thành một cậu bé bị bắt cóc tên là Paul Gephardt.
Culkin có vai điện ảnh đầu tay với nhân vật Cy Blue Black trong phim chính kịch Rocket Gibraltar (1988). Anh thủ vai Billy Livingstone trong phim hài lãng mạn See You in the Morning (1989), cùng sự tham gia của Jeff Bridges, Alice Krige, Farrah Fawcett và Drew Barrymore. Anh đóng vai Miles Russell cùng bạn diễn John Candy trong phim hài Uncle Buck (1989).

### Thập niên 1990: Đột phá vớiHome Alonevà các vai diễn nhí

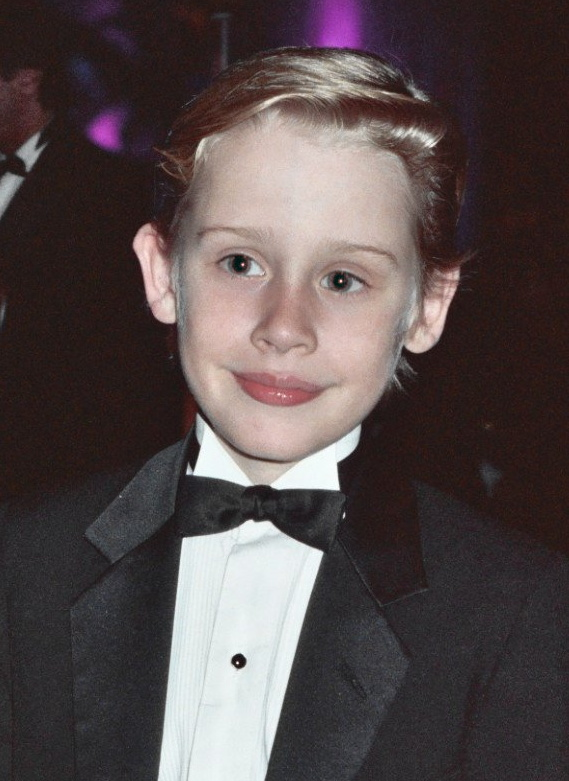
Culkin tại lễ trao giải Primetime Emmy 1991

Culkin trở nên nổi tiếng nhờ vai chính Kevin McCallister trong bộ phim hài bom tấn Home Alone (1990). Tác phẩm giúp anh tái hợp với John Hughes (đạo diễn kiêm biên kịch của Uncle Buck) và John Candy (bạn diễn trong Uncle Buck; trong Home Alone Candy thủ vai Gus Polinski của băng trộm Polka). Với màn thể hiện của mình, Culkin đã nhận được một đề cử Quả cầu vàng, đồng thời thắng một giải American Comedy Award và một giải Young Artist Award. Trong một buổi phỏng vấn với People vào năm 2022, bạn diễn Joe Pesci nhận xét Culkin là "một cậu nhóc thật sự đáng yêu, song ngay ở tuổi cậu thì vẫn vô cùng chuyên nghiệp."
Năm 1991, Culkin đóng bộ phim truyền hình hoạt hình sáng Thứ Bảy có tên là Wish Kid, dẫn Saturday Night Live và đóng trong MV ca khúc "Black or White" của Michael Jackson. Anh thủ vai Thomas J. Sennett trong phim My Girl (1991), giúp anh được đề cử Cặp đôi màn ảnh xuất sắc nhất và giật giải Nụ hôn xuất sắc nhất tại lễ trao giải Điện ảnh MTV, bên cạnh bạn diễn Anna Chlumsky.
Culkin được trả 4,5 triệu đô la Mỹ (so với 110.000 đô la Mỹ của phần gốc) cho Home Alone 2: Lost in New York (1992). Anh đóng vai Henry trong bộ phim chính kịch giật gân The Good Son (1993) - bộ phim chỉ đạt thành tích khiêm tốn, dẫu vậy anh đã nhận được đề cử giải Điện ảnh MTV ở hạng mục Phản diện xuất sắc nhất cho màn thể hiện của mình. Anh còn là học viên của Trường Ba lê Mỹ và xuất hiện trong bản phim chuyển thể của The Nutcracker với vai chính vào năm 1993, dựa trên vở kịch ba lê George Balanchine ở thành phố New York mà Peter Martins dàn dựng năm 1954. Anh còn tham gia các bộ phim Getting Even with Dad (1994), The Pagemaster (1994) và Richie Rich (1994), song toàn bộ những phim này đều có kết quả tệ hại ở phòng vé.
Culkin chán diễn xuất và giải nghệ sau phim Richie Rich. Vì muốn một "cuộc sống bình thường", anh tiếp tục theo học một trường trung học tư thục ở Manhattan. Năm 1998, anh đóng trong MV ca khúc "Sunday" của ban nhạc rock Sonic Youth.

### Thập niên 2000: Các vai khách mời và phim độc lập
Năm 2000, Culkin trở lại diễn xuất bằng một vai trong vở kịch Madame Melville, được công diễn tại West End ở Luân Đôn. Đầu năm 2003, anh sắm một vai khách mời trong loạt phim truyền hình hài kịch tình huống Will & Grace của NBC. Vai diễn vị luật sư ly hôn có có vẻ non nớt của Karen Walker đem về cho anh những đánh giá tích cực. Culkin quay lại mảng phim điện ảnh vào năm 2003 với Party Monster, trong phim anh đóng một vai rất khác so với những gì anh từng đóng, đó là Michael Alig - một tên sát nhân và kẻ nghiện ma túy. Anh mau chóng tiếp nối bằng một vai phụ (một sinh viên yếm thế không theo đạo Cơ đốc và ngồi xe lăn tại một trường Cơ đốc bảo thủ) trong phim Saved!. Mặc dù Saved! chỉ đạt thành công khiêm tốn tại phòng vé, Culkin đã nhận được những đánh giá tích cực cho vai diễn trong phim và cả ẩn ý của vai ấy về sự nghiệp làm diễn viên trưởng thành. Culkin bắt đầu sự nghiệp voice-over bằng những lần xuất hiện trong tác phẩm hoạt hình truyền hình Robot Chicken của Seth Green. Năm 2006, anh xuất bản một cuốn tiểu thuyết bán tự truyện và thể nghiệm có nhan đề Junior - cuốn sách bàn về danh tiếng ngôi sao điện ảnh của Culkin và mối quan hệ bất ổn với cha anh.
Culkin đóng trong tác phẩm hài kịch đen Sex and Breakfast do Miles Brandman làm đạo diễn kiêm tác giả kịch bản. Alexis Dziena, Kuno Becker và Eliza Dushku cũng góp mặt trong bộ phim này, với nội dung nói về một cặp đôi được bác sĩ trị liệu khuyên nên quan hệ tình dục tập thể. Đây là dự án phim đầu tiên mà Culkin tham gia kể từ Saved!, được ghi hình vào tháng 9 năm 2006. Phim công chiếu tại Los Angeles vào ngày 30 tháng 11 năm 2007 và được First Look Pictures phát hành trên DVD vào ngày 22 tháng 1 năm 2008. Dự án kế tiếp của Culkin là vai Andrew Cross trong loạt phim truyền hình dài 13 tập Kings của NBC.

### Thập niên 2010: Các phim thể nghiệm,Bunny Earsvà hợp tác với Red Letter Media

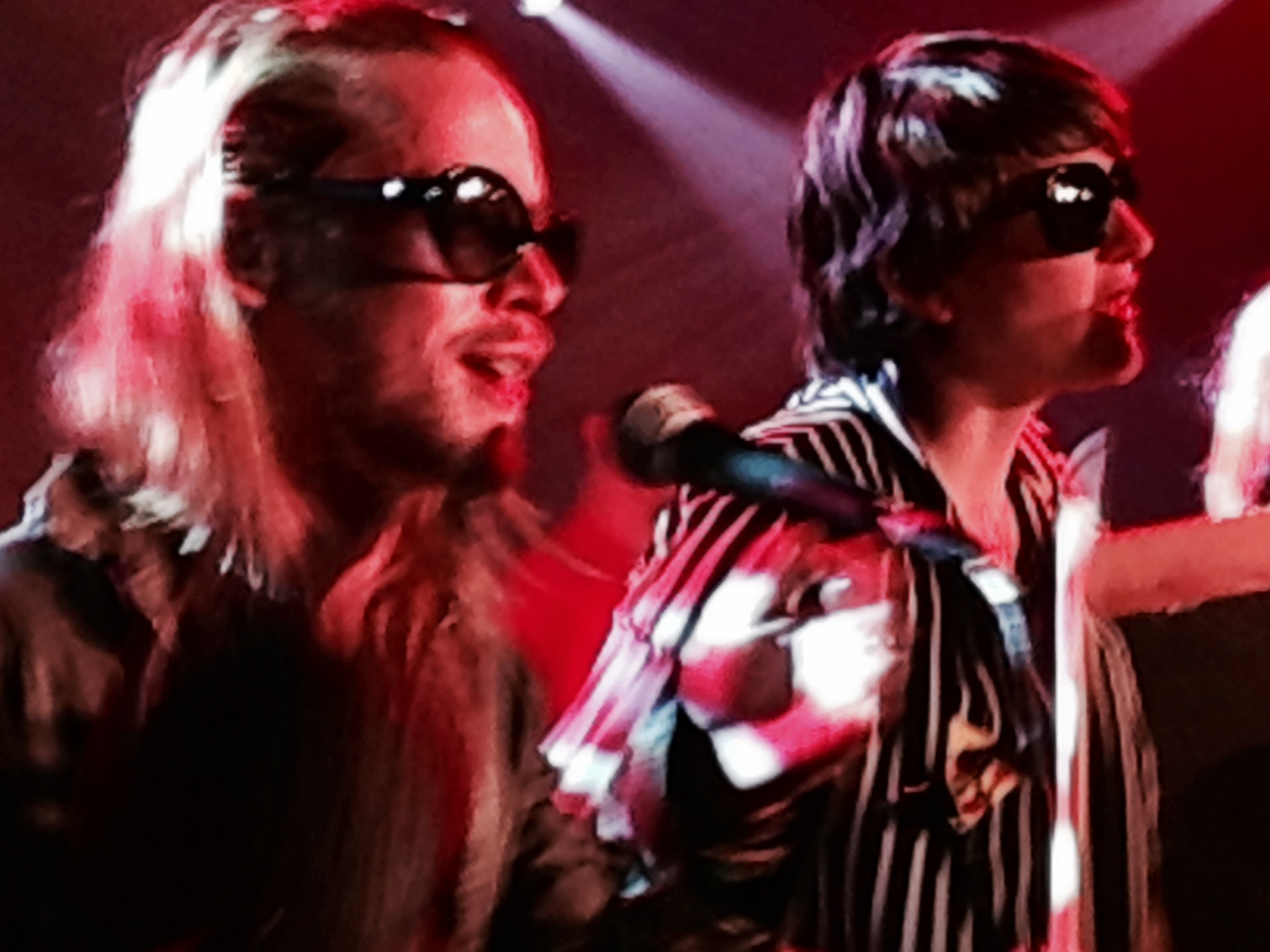
Culkin cùng nhóm the Pizza Underground tại Chicago vào năm 2014

Tháng 4 năm 2011, Culkin có mặt trong bộ phim thể nghiệm The Wrong Ferarri của Adam Green, được ghi hình hoàn toàn trên một chiếc iPhone. Cùng tháng ấy, anh còn xuất hiện trong MV bài "Stamp Your Name on It" do Jack Dishel/Only Son (cựu đồng đội ban nhạc của Green) thể hiện. Tháng 9 năm 2012, anh xuất hiện trong một video trên YouTube giải thích về việc đã biến căn hộ của mình ở New York thành một workshop hội họa ra sao.
Tháng 12 năm 2013, một video thịnh hành do Culkin đồng sản xuất và chính anh đạo diễn ghi lại cảnh anh ăn một chiếc pizza phô mai được đăng tải lên YouTube, bên cạnh sự xuất hiện của bạn diễn Phoebe Kreutz. Anh giễu nhại cảnh Andy Warhol ăn một cái bánh Burger King Whopper trong bộ phim tài liệu 66 Scenes from America của Jørgen Leth. Đây là cách Culkin quảng bá việc ra mắt The Pizza Underground, một ban nhạc comedy rock thường trú ở New York và lấy chiếc pizza làm hình ảnh trung tâm. Tour diễn của nhóm khai mạc tại Brooklyn vào ngày 24 tháng 1 năm 2014. Cuối tháng 5 năm 2014, Culkin rời sân khấu tại Rock City trong lúc anh đang độc tấu bằng kazoo sau khi người hâm mộ bắt đầu la ó và ném đống vại bia vào ban nhạc. Sau đó nhóm hủy nốt các show tại Anh, dù có nói rằng hành động hủy show không liên quan gì đến tiết mục ở Rock City. Ngày 10 tháng 7 năm 2016, Culkin thông báo rằng The Pizza Underground chuẩn bị tan rã và album kế tiếp sẽ là dự án cuối cùng của họ.
Tháng 7 năm 2016, Culkin xuất hiện trong một quảng cáo truyền hình cho Compare the Market. Tháng 1 năm 2018, Culkin khởi động một website và podcast hài kịch có tên Bunny Ears để giễu nhại các website khác của người nổi tiếng như Goop của Gwyneth Paltrow. Kể từ năm 2018, Culkin là khách mời thường xuyên của Red Letter Media, anh có mặt trong nhiều tập trong các chương trình web Best of the Worst, re:View và Half in the Bag của họ, cũng như Angry Video Game Nerd - trong trò chơi video anh đóng một nhân vật giễu nhại chính mình. Trong một quảng cáo cho Google Assistant xuất bản vào ngày 19 tháng 12 năm 2018, Culkin diễn lại vai Kevin McCallister trong Home Alone sau 28 năm. Quảng cáo tái hiện lại những cảnh từ bộ phim khi McCallister cạo râu, nhảy trên giường và trang trí cây thông Giáng Sinh, đồng thời nhắc Google Assistant đặt báo thức cho anh. Quảng cáo nhanh chóng trở nên thịnh hành. Năm 2019, anh có một vai nhỏ trong bộ phim điện ảnh Changeland của Seth Green cùng bạn diễn Brenda Song; phim được ra rạp vào ngày 7 tháng 6 năm 2019.

### Thập niên 2020: Tái nổi tiếng vớiAmerican Horror Story
Năm 2021, Culkin có mặt trong dàn diễn viên chính đóng ở mùa thứ mười American Horror Story: Double Feature (thuộc loạt American Horror Stories). Vai diễn của anh đã được giới phê bình tán dương. Ngày 1 tháng 12 năm 2023, Culkin nhận một ngôi sao trên Đại lộ Danh vọng Hollywood. Tham dự buổi lễ vinh danh còn có bạn diễn Catherine O'Hara trong Home Alone và bạn diễn Natasha Lyonne trong Party Monster, cả hai đều phát biểu nhằm tôn vinh Culkin.

## Đời tư
Culkin chia sẻ rằng cha anh, ông Kit Culkin là một người độc ác và bạo lực lúc anh còn nhỏ. Anh cho biết mình thấy cha mình tỏ ra ghen tị vì "mọi thứ mà ông ta cố làm trong đời thì tôi đã hoàn thành xuất sắc trước cả khi tôi lên mười tuổi". Cha mẹ Culkin chưa bao giờ kết hôn; họ chia tay lúc Culkin còn niên thiếu, và mẹ anh nộp đơn xin quyền nuôi con. Culkin đưa cha mẹ ra tòa để ngăn họ kiểm soát quỹ tín thác của mình - được cho là trị giá từ 15 đến 20 triệu đô la Mỹ. Anh bị cha mình ghẻ lạnh kể từ đó. Truyền thông đưa tin rằng Culkin đã ly thân hoặc tự giải phóng khỏi cha mẹ; năm 2018, Culkin phủ nhận nguồn tin trên và cho biết thay vào đó anh đã xóa tên cha mẹ khỏi quỹ tín thác và tìm một người thực hiện tín thác.
Ngày 10 tháng 5 năm 2000, người chị cùng mẹ khác cha của Culkin là Jennifer Adamson mất vì dùng thuốc quá liều. Ngày 10 tháng 12 năm 2008, cô chị Dakota tử vong vì bị xe đâm.
Ngày 17 tháng 8 năm 2004, Culkin bị bắt giữ tại thành phố Oklahoma vì tội tàng trữ 17,3 gam (0,61 oz) cần sa và hai chất cấm gồm 16,5 miligam (0,25 grain) alprazolam và 32 miligam (0,5 grain) clonazepam, làm cho anh phải ngồi tù ngắn hạn rồi được tại ngoại với phí phạt 4.000 đô la Mỹ. Sau  khi phải hầu tòa vì tội tàng trữ ma túy mức độ nhẹ, anh không nhận tội tại phiên tòa (15 tháng 10 năm 2004 đến 9 tháng 6 năm 2005), song sau đã đổi lời bào chữa thành nhận tội. Anh nhận mức án tù treo có thời hạn ba năm và phải nộp phạt 540 đô la Mỹ.
Tháng 12 năm 2018, Culkin thông báo anh sẽ đổi tên hợp pháp sang "Macaulay Macaulay Culkin Culkin" sau khi tổ chức một cuộc bầu chọn qua website cá nhân nhằm chọn ra tên đệm mới, và "Macaulay Culkin" đã đứng đầu lượt bầu chọn so với bốn ứng viên khác.
Tháng 8 năm 2020, nhân dịp sinh nhật 40 tuổi, Culkin đăng dòng tweet, "Hey guys, wanna feel old? I'm 40. You're welcome." Dòng tweet đã trở thành một trong những tweet có nhiều lượt thích nhất mọi thời đại, từng vươn đến hạng cao nhất là hạng chín.

### Quan hệ tình cảm
Trong buổi phỏng vấn trên Larry King Live vào ngày 27 tháng 5 năm 2004, Culkin chia sẻ rằng anh có xu hướng hạn chế tiết lộ các khía cạnh đời tư, dù anh bàn luận về cuộc sống của mình với tư cách diễn viên nhí: mâu thuẫn trong cuộc sống gia đình (kể cả việc bị cha ghẻ lạnh) và anh đã giải nghệ diễn xuất ở tuổi 14 ra sao. Culkin cưới nữ diễn viên Rachel Miner vào năm 1998 khi họ vừa tròn 18 tuổi, song ly thân vào năm 2000 và ly dị vào năm 2002.
Culkin bắt đầu hẹn hò với nữ diễn viên Mila Kunis vào tháng 5 năm 2002. Tính đến 2006, anh sống ở New York còn Kunis sống ở Los Angeles. Ngày 3 tháng 1 năm 2011, người phát ngôn của Kunis đính chính rầng Culkin và Kunis đã kết thúc quan hệ tình cảm của họ ít tháng trước: "Cuộc chia tay diễn ra êm đẹp và họ vẫn là bạn thân." Kể từ năm 2013, Culkin sống ở Paris.
Tháng 3 năm 2018, nguồn tin cho biết Culkin đang có quan hệ tình cảm với bạn diễn trong Changeland là Brenda Song. Ngày 5 tháng 4 năm 2021, Song hạ sinh đứa con cho hai người. Ngay sau khi con trai chào đời, những bình luận của Culkin trong một tập ở chương trình The Joe Rogan Experience (2018) về mối quan hệ của anh với Song lại dấy lên tranh cãi vì định kiến về người châu Á. Trong buổi phỏng vấn, Culkin bông đùa về hình dạng đôi mắt của Song, mối quan hệ liên chủng tộc của họ và cả ngoại hình của những đứa con chung trong tương lai. Anh nhận định rằng mình có quyền bông đùa về người châu Á vì mối quan hệ với Song, và vì tương lai làm cha của những đứa trẻ đa chủng tộc, cho biết mình sẽ "hiểu được nỗi khó khăn". Đứa con thứ hai của Culkin và Song chào đời vào tháng 12 năm 2022.

### Tình bạn với Michael Jackson
Trong khoảng thời gian ghi hình phần phim Home Alone đầu tiên, Culkin kết bạn với ca sĩ nhạc pop Michael Jackson và xuất hiện trong MV bài hát "Black or White" (1991) của Jackson. Năm 2005, tại phiên tòa xét xử Jackson vì tội lạm dụng tình dục thiếu nhi, Culkin làm chứng rằng mình từng lên giường ngủ chung với Jackson song anh chưa bao giờ bị gạ gẫm. Culkin bác bỏ các cáo buộc chống lại Jackson và gọi chúng là "cực kỳ lố bịch". Culkin tham dự đám tang của Jackson vào ngày 3 tháng 9 năm 2009. Culkin còn là cha đỡ đầu các con Paris Jackson, Prince và Michael Jr của Jackson. Culkin kiên trì bảo vệ Jackson trước những cáo buộc quấy rối trẻ em và phát biểu trong một buổi phỏng vấn với Esquire vào năm 2020: "Tôi chưa bao giờ thấy [anh ấy quấy rối trẻ em], anh ấy chẳng bao giờ làm thế."

## Đề cử và giải thưởng
| Năm  | Giải thưởng                    | Hạng mục                                                | Tác phẩm đề cử        | Kết quả   | Chú thích |
| ---- | ------------------------------ | ------------------------------------------------------- | --------------------- | --------- | --------- |
| 1990 | Hiệp hội phê bình phim Chicago | Diễn viên mới nổi                                       | Home Alone            | Đoạt giải | [ 74 ]    |
| 1990 | Giải Quả cầu vàng              | Nam diễn viên phim ca nhạc hoặc phim hài xuất sắc nhất  | Home Alone            | Đề cử     | [ 75 ]    |
| 1991 | American Comedy Award          | Nam diễn viên hài nhất trong phim điện ảnh              | Home Alone            | Đoạt giải | [ 76 ]    |
| 1991 | Stinkers Bad Movie Award       | Nam diễn viên nhí xuất sắc nhất trong phim điện ảnh     | Home Alone            | Đoạt giải | [ 76 ]    |
| 1992 | Giải Điện ảnh MTV              | Nụ hôn xuất sắc nhất (chung với Anna Chlumsky)          | My Girl               | Đoạt giải | [ 77 ]    |
| 1992 | Giải Điện ảnh MTV              | Cặp đôi màn ảnh xuất sắc nhất (chung với Anna Chlumsky) | My Girl               | Đề cử     | [ 77 ]    |
| 1994 | Giải Điện ảnh MTV              | Phản diện xuất sắc nhất                                 | The Good Son          | Đề cử     | [ 78 ]    |
| 1994 | Giải Mâm xôi vàng              | Nam diễn viên chính tồi nhất                            | Getting Even with Dad | Đề cử     | [ 79 ]    |
| 1994 | Giải Mâm xôi vàng              | Nam diễn viên chính tồi nhất                            | The Pagemaster        | Đề cử     | [ 79 ]    |
| 1994 | Giải Mâm xôi vàng              | Nam diễn viên chính tồi nhất                            | Richie Rich           | Đề cử     | [ 79 ]    |
| 1994 | Stinkers Bad Movie Award       | Nam diễn viên chính tồi nhất                            | Getting Even with Dad | Đề cử     | [ 80 ]    |
| 1994 | Stinkers Bad Movie Award       | Nam diễn viên chính tồi nhất                            | The Pagemaster        | Đề cử     | [ 80 ]    |
| 1994 | Stinkers Bad Movie Award       | Nam diễn viên chính tồi nhất                            | Richie Rich           | Đề cử     | [ 80 ]    |
| 2003 | Stinkers Bad Movie Award       | Nam diễn viên chính tồi nhất                            | Party Monster         | Đề cử     | [ 81 ]    |